# 알렉산드라 스튜어트

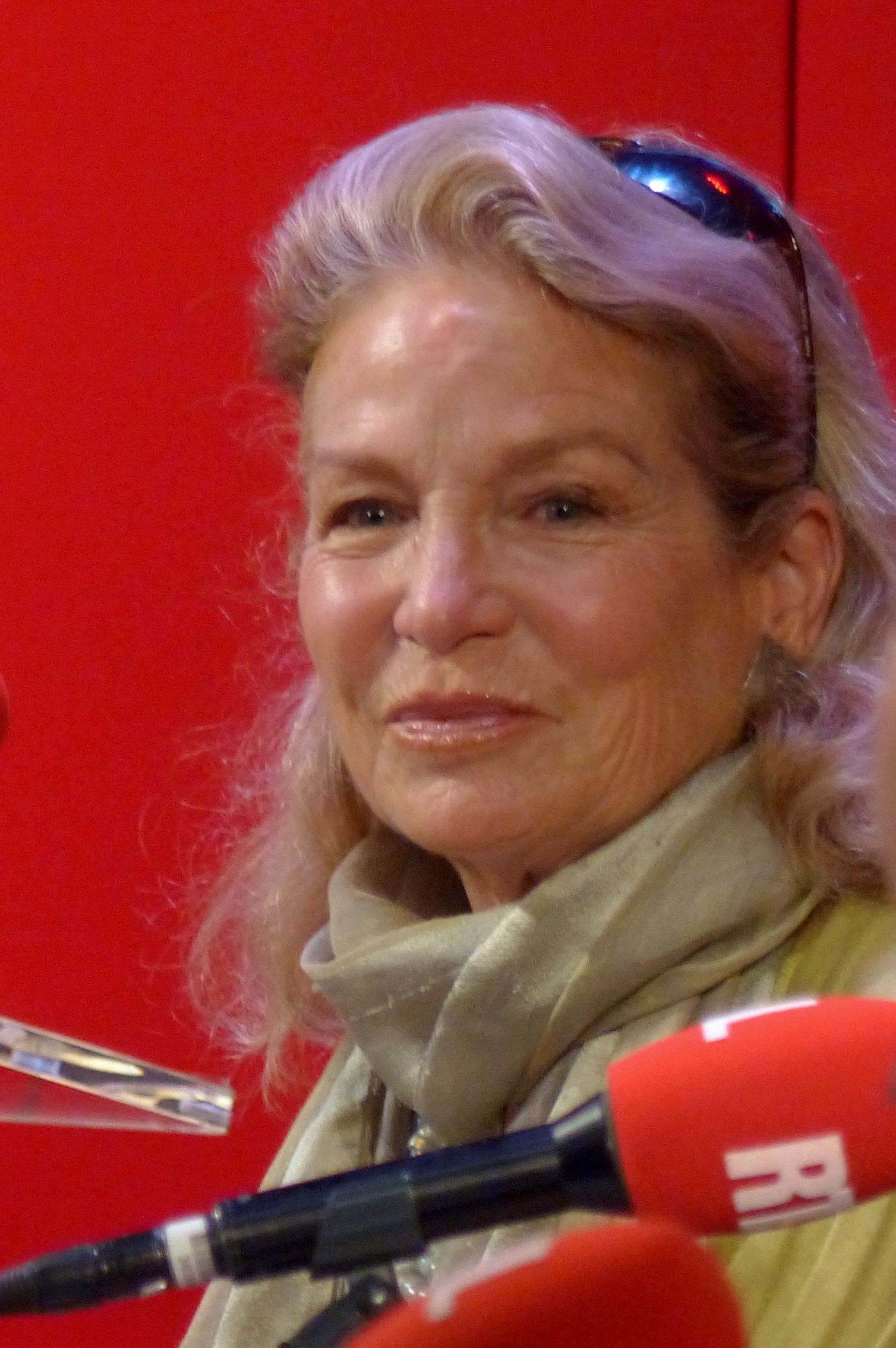

알렉산드라 스튜어트(Alexandra Stewart, 1939년 6월 10일 ~ )는 캐나다의 배우이다.
몬트리올에서 태어났다.

## 출연 작품
- 바르샤바의 공작 부인 (2015년)
- 메리 크리스마스 (2013년) - 마야 던 루이스 역
- 히든 페이스 (2011년) - 엠마 역
- 영웅은 없다 (2007년)
- 바이 더 프릭킹 오브 마이 썸 (2005년)
- 사랑의 추억 (2000년)
- 안드레이 아르세네비치의 어떤 하루 (1999년)
- 7명의 하인들 (1996년)
- John (1992년)
- 제1연옥 (1991년)
- 니나의 죽음 (1988년)
- 실종자 (1988년)
- 체리 문 (1986년)
- 신스 (1986년)
- 화가의 딸 (1984년)
- 태양 없이 (1982년)
- 끌로드 부인 2 (1982년)
- 티켓 (1981년)
- 사랑과 슬픔의 볼레로 (1981년)
- 샤넬 (1981년)
- 포비아 (1980년) - 바바라 역
- 최후의 임무 (1980년)
- 에이전시 (1980년)
- 고양이 대습격 (1977년)
- 엠마뉴엘 3 - 굿바이 엠마뉴엘 (1977년)
- 블랙 문 (1975년)
- 마르세이유 탈출 (1974년)
- 아메리카의 밤 (1973년)
- 비련의 신부 (1967년)
- 미키 원 (1965년)
- 도깨비불 (1963년)
- 라고파그 (1963년)
- 타잔의 위기 (1960년)
- 영광의 탈출 (1960년)

### 텔레비전
- Champagne Charlie (1989)